# Nancy Kulp
Pour les articles homonymes, voir Kulp.
Nancy Kulp est une actrice américaine née le 28 août 1921 à Harrisburg, en Pennsylvanie (États-Unis), morte le 3 février 1991 à Palm Desert (Californie).

## Biographie

### Vie privée
En 1989, lors d'un interview, Nancy Kulp fait son coming out en tant que lesbienne.

## Filmographie
- 1951 : Agence Cupidon (The Model and the Marriage Broker) de George Cukor : Hazel Gingras
- 1952 : Je retourne chez maman (The Marrying Kind) de George Cukor : Edie, Florence's Co-Worker
- 1952 : Steel Town : Dolores (waitress)
- 1953 : L'Homme des vallées perdues (Shane) de George Stevens : Mrs. Howells
- 1953 : Amour, Délices et Golf (The Caddy) : Emma
- 1954 : Sabrina de Billy Wilder : Jenny (maid)
- 1954 : Une étoile est née (A Star Is Born)
- 1955 : Pour que vivent les hommes (Not as a Stranger) : Gertrude
- 1955 : Un pitre au pensionnat (You're Never Too Young) : la mère de Marty
- 1955 : Count Three and Pray : Matty
- 1956 : Son ange gardien (Forever, Darling) d'Alexander Hall : Amy
- 1956 : Quadrille d'amour (Anything Goes) : la chercheuse d'autographes
- 1957 : Le Vengeur (Shoot-Out at Medicine Bend)
- 1957 : God Is My Partner : Maxine Spelvana
- 1957 : Les Trois Visages d'Ève (The Three Faces of Eve) de Nunnally Johnson : Mrs. Black
- 1957 : Embrasse-la pour moi : Telephone operator
- 1958 : L'amour coûte cher (The High Cost of Loving) : Miss Matthews, Cave's Secretary
- 1958 : The Fountain of Youth (TV) : Stella Morgan
- 1959 : Five Gates to Hell : Susette
- 1961 : The Last Time I Saw Archie : Miss Willoughby
- 1961 : La Fiancée de papa (The Parent Trap) : Miss Grunecker
- 1961 : The Two Little Bears : Emily Wilkins
- 1962 : Un pilote dans la Lune (Moon Pilot) : Nutritioniste
- 1962 : Ernestine (TV)
- 1963 : Un chef de rayon explosif (Who's Minding the Store?) : Emily Rothgraber
- 1964 : Jerry souffre-douleur (The Patsy) de Jerry Lewis : Helen, Theatergoer
- 1965 : Étranges compagnons de lit (Strange Bedfellows) : Aggressive Woman
- 1966 : Le Ranch maudit (The Night of the Grizzly) : Wilhelmina Peterson
- 1970 : Les Aristochats (The AristoCats) : Frou-Frou (voix)
- 1972 : The Brian Keith Show (série TV) : Mrs. Gruber
- 1981 : The Return of the Beverly Hillbillies (TV) : Jane Hathaway
- 1989 : Private Affairs (TV) : Aurora